# 2017 en santé et médecine
| Années de la santé et de la médecine : 2014 - 2015 - 2016 - 2017 - 2018 - 2019 - 2020    |
| Décennies de la santé et de la médecine : 1980 - 1990 - 2000 - 2010 - 2020 - 2030 - 2040 |

Cet article présente les faits marquants de l'année 2017 en santé et médecine.

## Événements
- 21 juin : première opération à Clinatec consistant à implanter deux implants cérébraux sur un tétraplégique afin d'actionner un exosquelette[1].
- Le 10 septembre, les autorités françaises ont signalé au Centre européen de prévention et de contrôle des maladies (ECDC) trois cas de fièvre typhoïde liés au rassemblement européen Rainbow qui ont eu lieu à Tramonti di Sopra, région Frioul-Vénétie Julienne, Italie, à partir du 23 juillet jusqu'au 21 août 2017. Le 12 septembre, les autorités allemandes ont signalé un cas lié à ce rassemblement Rainbow[2]. Quatorze cas de shigellose à l'espèce Shigella sonnei seront signalés chez des participants au rassemblement arc-en-ciel dans le sud-est de la Pologne entre le 13 juillet et le 11 août 2018[3].
- 5 décembre : première opération chirurgicale en réalité augmentée au monde, réalisée dans l'Hôpital Avicenne, à Bobigny (Seine-Saint-Denis, France)[4]

## Prix
- Le prix Nobel de médecine est attribué à Jeffrey C. Hall, Michael Rosbash et Michael W. Young, « pour leurs découvertes des mécanismes moléculaires qui règlent le rythme circadien »[5].

## Décès
- 11 mars : Jean-Claude Étienne (né en 1941), professeur agrégé de médecine et homme politique français.
- 28 mars : Jean-Pierre Cave (né en 1952), chirurgien ORL et homme politique français.
- 25 mai : Frédérick Leboyer (né en 1918), gynécologue et obstétricien français qui s'est également consacré à l'écriture, à la photographie et à la production de films.
- 16 juin : Christian Cabrol (né en 1925), chirurgien cardiaque et homme politique français.